# Мамай, Ирина Ивановна
Ирина Ивановна Мамай (15 октября 1932, Змиёв — 29 января 2015, Москва) — российский учёный-ландшафтовед, физико-географ, организатор и педагог. Доктор географических наук (1994); ведущий научный сотрудник кафедры физической географии и ландшафтоведения Географического факультета МГУ. Ученица Н. А. Солнцева.
Заслуженный научный сотрудник МГУ (1998). Организатор и участник многих экспедиционных исследований в центре Русской равнины и в Казахстане.
Награждена медалью «Ветеран труда» (1985).

## Биография
Доктор географических наук (1994), тема докторской диссертации «Динамика ландшафта (методология, методика, региональные проблемы». Тема кандидатской диссертации (1967): «Методика составления ландшафтной карты масштаба 1:1 000 000 (на примере Западного Казахстана)». МГУ, географический факультет, кафедра физической географии СССР (ныне — физической географии и ландшафтоведения) (1955), аспирантура (1958—1961).
- Член диссертационного физико-географического Ученого совета географического факультета (1997—2015).
- Руководитель ландшафтного семинара кафедры (1996—2015) Председатель Физико-географического отделения Московского центра Русского географического общества.
- с 1990 г. являлась ведущий научный сотрудник.
- с 1996 г. являлась зав. лабораторией ландшафтно-экологического моделирования геосистем.
- 1977—1991 — зав. лабораторией ландшафтоведения и аналитических методов в физической географии.
- 1975—1990 — старший научный сотрудник.
- 1967—1975 — младший научный сотрудник.
- 1962—1967 — старший инженер.
- 1961—1962 — инженер-географ.
- с 1961 г. — сотрудник кафедры физической географии СССР Географического факультета МГУ.
- Начальник отряда Целинной экспедиции МГУ (1961—1963), начальник партии Горьковской экспедиции (1965—1966), начальник Мещерской экспедиции (1963—1964, 1967—1970).
- 1955—1958 — Алма-Атинская землеустроительная экспедиция по отбору и отграничению целинных и залежных земель, инженер-почвовед.

## Научная деятельность

### Научные интересы
Методология и теория ландшафтоведения, методы изучения и картографирования ландшафтов, прикладные и региональные вопросы ландшафтоведения. Работала над проблемами морфологии ландшафтов (выявление иерархических уровней, установление их диагностических признаков, типов взаиморасположения морфологических единиц), крупно- и среднемасштабного картографирования ландшафтов, ландшафтной индикации, использования ландшафтных исследований в сельском хозяйстве и при изучении поверхностного стока, создания региональных ландшафтных характеристик (Мещера, Московский регион). Исследуя проблемы динамики ландшафтов, обосновала понятия «состояния» и «смены» природных территориальных комплексов (ПТК), их таксономию, предложила оригинальную методику их выявления, сформулировала правило формирования эволюционно-динамических рядов ПТК, выявила дополнительные факторы устойчивости ПТК, связанные с их динамикой, показала роль антропогенных факторов в развитии ландшафтов, исследовала вклад состояний ПТК в их развитие, предложила генетико-динамическую классификацию ПТК.

### Экспедиции
Организатор и участник многих экспедиционных работ в центре Русской равнины (Среднерусская возвышенность, Мещерская низменность, Смоленско-Московская возвышенность, Москворецко-Окская равнина) и в Казахстане (Прикаспий, Подуральское плато, Тургайская равнина, Центральный Казахстан, Джунгарский Ала-Тау). Организатор полустационарных исследований динамики ландшафтов в Мещере (Лесуново, Окский заповедник) с 1976 г. Исследовала проблему вклада состояний ПТК в их развитие на основе стационарных ландшафтных исследований.

### Публикации
- Казахская складчатая страна. В книге «Избранные лекции», вып. 5. Изд-во Моск. ун-та, 1960 (Н. А. Гвоздеций, В. К. Жучкова, Н.И Михайлов, Ю. П. Пармузин, А. Е. Федина) (соавторы — Н. А. Гвоздецкий, Е. А. Мансурова).
- Природное районирование Северного Казахстана. Вестник Академии наук СССР. 1961. № 4. С. 142—145. (Рецензия, соавтор — Н. А. Гвоздецкий).
- О методике составления ландшафтной карты Казахстана. Мат. к У Всес. совещ. по вопросам ландшафтоведения. М. 1961. С. 81-87.
- О построении легенды ландшафтной карты Казахстана. Мат. по физ. геогр., вып. 2. Л. 1962. С. 31-44.
- Морфологическая структура географического ландшафта. М. Изд-во Моск. ун-та. 1962. 54 с. (соавторы — Г. Н. Анненская, А. А. Видина, В. К. Жучкова, В. Г. Коноваленко, М. И. Позднеева, Е. Д. Смирнова, Н. А. Солнцев, Ю. Н. Цесельчук)
- Морфологическое изучение географических ландшафтов. Сб. «Ландшафтоведение». М. Изд-во АН СССР. 1963. С. 5-28 (соавторы — Г. Н. Анненская, А. А. Видина, В. К. Жучкова, В. Г. Коноваленко, М. И. Позднеева, Е. Д. Смирнова, Н. А. Солнцев, Ю. Н. Цесельчук)
- Среднемасштабная ландшафтная карта как основа для физико-географического районирования (на примере Казахстана). Сб. «Вопросы ландшафтоведения (мат. к У1 Всес. совещ. по вопросам ландшафтоведения)». Алма-Ата. Изд. АН КазССР и ГО СССР. 1963. С. 364—370.
- Ландшафтная карта Целинного края (масштаб 1:3000000). Атлас Целинного края. М. ГУГК. 1964. 49 с. (соавтор — В. А. Николаев).
- Об организации полевых работ по исследованию равнинных территорий. «Семинар по методике ландшафтных исследований» (тезисы докл.). М. Изд-во АН СССР. 1968. С. 5
- О легендах крупномасштабных ландшафтных карт общенаучного типа. «Ландшафтный сборник». М. Изд-во Моск. ун-та. 1970. С.196-231. (соавторы — А. А. Видина, Н. А. Солнцев).
- Возможности генерализации ландшафтных карт (на примере западной части Казахстана). «Ландшафтный сборник». М. Изд-во Моск. ун-та. 1970. С. 232—257.
- Некоторые вопросы методики полевых ландшафтных исследований равнинных территорий. Сб. «Методика ландшафтных исследований». Л. ГО СССР и ИГ АН СССР. 1971. С. 19-27.
- Методы ландшафтных исследований и ландшафтный принцип изучения природы. «Ландшафтоведение» М. Изд-во Моск. ун-та. 1972. с. 29-41.
- О некоторых тенденциях развития прикладного ландшафтоведения. Изв. ВГО. 1973. Т. 105. Вып. 1. С. 13-20.
- О влиянии закономерностей морфологического строения ландшафтов на методику полевых ландшафтных исследований. «Ландшафтный сборник». М. Изд-во Моск. ун-та. 1973. С. 110—116.
- Ландшафтно-гидрологический принцип изучения стока. «Ландшафтный сборник». М. Изд-во Моск. ун-та. 1973. С. 175—189 (соавторы — А. И. Субботин, Е. С. Змиева, В. Л. Нежевенко)
- Ландшафтные исследования при изучении стока. «Ландшафтный сборник». М. Изд-во Моск. ун-та. 1973. С. 190—206.
- Лаборатория ландшафтоведения. «Ландшафтный сборник». М. Изд-во Моск. ун-та. 1973. С. 279—284 (соавторы — Н. А. Солнцев, А. А. Видина, Е. Д. Смирнова; статья идёт без подписей).
- Ландшафтное картирование для территориальных планировок (научный семинар, 16-20 мая 1972 г.). Вестник Моск. ун-та. Серия географ. 1973. № 1 (соавтор — Г. С. Самойлова).
- О некоторых подходах к изучению динамики ландшафтов. Сб. «УП совещание по вопросам ландшафтоведения (современное состояние теории ландшафтоведения)». Пермь. ГО СССР. 1974. С. 16-17 (соавтор — Г. Н. Анненская).
- Последствия экстремальных условий погоды в разных типах природных территориальных комплексов. Вестник Моск. ун-та. Серия географ. 1975. № 1. С. 101—105 (соавтор — Г. Н. Анненская).
- Ландшафтное дешифрирование многозональных аэрофотоснимков территорий полесского типа. Сб. «Многозональная космическая съёмка и её использование при изучении природных ресурсов». М. Изд-во Моск. ун-та. 1976 (соавторы — А. М. Альбова, Г. Н. Анненская, Я. А. Маркус).
- О ландшафтных исследованиях для гидрологических целей. Сб. «Вопросы географии», вып. 102 («Ландшафт и воды»). М. 1976 (соавторы — Н. А. Солнцев, Я. А. Маркус)
- Ландшафтные исследования и проблемы охраны природы (на примере Рязанской Мещёры). Сб. «Актуальные проблемы природы». Иваново. 1977. С. 46-48 (соавтор — Г. Н. Анненская).
- Физико-географическая характеристика бассейна р. Медвенки. Сб. «Матер. наблюдений Подмосковной воднобалансовой станции, вып. 17. 1975». М. 1977
- Смена и возраст ландшафтов. Изв. ВГО. 1978. Т. 110. № 1. С.31-38 (соавтор — Г. Н. Анненская).
- Границы ландшафтов. Вестник Моск. ун-та. Серия географ. 1978. № 1. С. 27-33.
- Результаты крупномасштабной ландшафтной съёмки Рязанской Мещёры. Вестник Моск. ун-та. Серия географ. 1979. № 1. С. 24-32 (соавтор — Г. Н. Анненская).
- Ландшафты Рязанской Мещёры и их происхождение. Сб. «Природные условия и ресурсы Мещёры, их мелиорация и использование». М. Моск. филиал ГО СССР. 1980. С. 1-13 (соавтор — Г. Н. Анненская).
- Геоморфологические условия и осушительные мелиорации Рязанской Мещёры. Сб. «Природные условия и ресурсы Мещёры, их мелиорация и использование». М. Моск. филиал ГО СССР. 1980. С. 13-27 (соавторы — А. И. Спиридонов, Ю. Н. Цесельчук).
- Воздействие экстремально дождливых условий погоды на природные территориальные комплексы. Вестник Моск. ун-та. Серия географ. 1981. № 1. С. 72-77 (соавтор — Г. Н. Анненская).
- Состояние природных территориальных комплексов. «Вопросы географии», сб. 121 (Ландшафтоведение: теория и практика). М. Мысль. 1982. С. 22-38.
- Ландшафты Рязанской Мещёры и возможности их освоения. М. Изд-во Моск. ун-та. 1983. 183 с. (соавторы — Г. Н. Анненская, Ю. Н. Цесельчук).
- Агроэкологическое районирование Нечернозёмной зоны европейской части СССР. В кн. «Природное и с.х. районирование СССР для с.х. (мат. УШ Всес. Межвузов. Конференции по природному и эконом.-геогр. районированию СССР для с.х.), М., 2-4 июня 1981». М. 1981. С. 77-87 (соавторы — Н. А. Гвоздецкий, В. К. Жучкова, К. В. Зворыкин, Г. Д. Мухин, К. В. Пашканг, Э. И. Пучкова, Л. И. Раковецкая, Э. М. Раковская, Е. Д. Смирнова, А. И. Спиридонов, В. А. Углов, Ю. Н. Цесельчук).
- О сменах природных территориальных комплексов. Вестник Моск. ун-та. Серия географ. 1984. № 1. С. 44-51.
- О картах фаз и подфаз развития природных территориальных комплексов. Вестник Моск. ун-та. Серия географ. 1985. № 4. С. 57-65.
- О диагностике перехода природных территориальных комплексов в антропогенные и степени их антропогенной изменённости. Межвузов. сб. «Прикладные ландшафтные исследования». М. 1985. С. 15-25.
- Основы методики изучения динамики ландшафтов. М. 1986. 209 с. Депонировано ВИНИТИ АН СССР 04.01.87. № 14-В-87.
- Ландшафты Московской области. Вестник Моск. ун-та. Серия географ. 1987. № 2. С. 37-47 (соавторы — Г. Н. Анненская, В. К. Жучкова, В. А. Низовцев, Э. И. Пучкова, М. А. Хрусталёва).
- Интересное исследование по ландшафтоведению. Вестник Моск. ун-та. Серия географ. 1987. № 3. С. 104—105.
- Прохладная умеренно влажная область (Б1У). Континентальная область (БУ). Агроприродное и сельскохозяйственное районирование Нечернозёмной зоны европейской части РСФСР. М. Изд-во Моск. ун-та. 1987. С. 115—159 (совместно с Н. И. Дейнеко, В. К. Жучковой, С. Г. Покровским, Э. М. Раковской, Е. Д. Смирновой, Ю. Н. Цесельчуком, В. И. Винокуровой, Э. И. Пучковой, Л. В. Роминой).
- Современное состояние ландшафтов Московской области. Вестник Моск. ун-та. Серия географ. 1987, № 6 (соавторы — В. А. Низовцев, Э. И. Пучкова).
- Ландшафтоведение между УП и УШ Всесоюзными совещаниями (состояние и задачи). Сб. «Теоретические и прикладные проблемы ландшафтоведения (тезисы докладов УШ Всес. совещ. по ландшафтов. Львов, сент. 1988 г.)». Л. 1988. С. 5-7 (соавтор — А. Г. Исаченко).
- Закономерности динамики природных территориальных комплексов. Сб. «Теоретические и прикладные проблемы ландшафтоведения» (тезисы докладов УШ Всес. совещ. по ландшафтов. Львов, сент. 1988 г.)". Л. 1988. С. 17-19.
- The current State of Landscapes of Moscow oblast. Soviet geography. 1988. V. 29. N. 1. P. 55-65 (соавторы — В. А. Низовцев, Э.И -Пучкова).
- О методике изучения динамики ландшафтов. Вестник Моск. ун-та, серия географ. 1988. № 6. С. 37-43.
- Задачи, методология и методы ландшафтоведения в решении проблем рационального природопользования. Изв. ВГО. 1889. № 2. С. 114—118.
- Ландшафтоведение на кафедре физической географии СССР Московского университета. Сб. «Современные проблемы географии». М. Изд-во Моск. ун-та. 1989. С. 5-18.
- Ландшафтная карта как основа для оценки экологической обстановки (на примере Московской области). Сб. «Ландшафты Московской области и Подмосковья, их использование и охрана». М. Изд. ГО СССР, 1990. С. 3-12 (соавторы — Г. Н. Анненская, В. К. Жучкова, В. А. Низовцев, Э. И. Пучкова, М. А. Хрусталёва, Ю. Н. Цесельчук).
- К теории эволюционно-динамических рядов природных территориальных комплексов. Вестник Моск. ун-та. Серия географ. 1991. № 4. С. 34-42.
- Динамика ландшафтов. Методика изучения. М. Изд-во Моск. ун-та. 1992. 168 с.
- Этапное исследование. Вестник Моск. ун-та. Серия географ. 1992. № 6.
- Устойчивость природных территориальных комплексов. Вестник Моск. ун-та. Серия географ. 1993. № 4. С. 3-10.
- Динамика ландшафтов (Методология, методы, региональные проблемы). Автореферат дисс. на соискание уч. степени доктора географ. наук в форме науч. доклада. М. 1994. 50 с.
- Изменение ландшафтов тайги, смешанных и широколиственных лесов. Земля — планета людей. Взгляд из космоса. Географический атлас. М. Варяг. 1995. С. 30-31.
- Динамика ландшафтов в трудах членов РГО — итоги изучения, проблемы, перспективы развития. Тезисы докладов «Географическая наука и образование». СПб. 1995. С.93-95.
- Важное ландшафтно-экологическое исследование. Рецензия на кн. В. С. Давыдчука, Р. Ф. Зарудной и др. «Ландшафты Чернобольской зоны и их оценка по условиям миграции радионуклидов». Киев. Наукова Думка, 1994, 112 с. Вестник Моск. ун-та. Серия географ. 1995. № 6. С. 93.
- Лесостепные и степные ландшафты Западно-Сибирской равнины. Сб. «Регион и география». Тезисы научно-практической конференции (май, 1995). Ч. 2. Пермь. 1995. С.21-23 (соавтор — В. П. Егоров).
- О картах современного состояния ландшафтов. Сб. «Человек в зеркале современной географии». Мат. 2-й научно-практ. конференции 5-7 мая 1996. Смоленск. 1996. С. 36-38.
- Многолетняя динамика ландшафтов. Информационный бюллетень РФФИ. Науки о Земле. Т. 4. 1996. № 5 (январь). С. 128.
- Ландшафты. Российский Европейский трансект (экологические очерки). М. 1996. С. 18-45.
- Landscapes. Russian European transect (Ecological Survey). Moscow. 1996. P. 20-29.
- О неповторимости состояний природных территориальных комплексов. Вестник. Моск. ун-та. Серия географ. 1997. № 1. С.30-35.
- Ландшафты Московской области и их современное состояние. Под ред. И. И. Мамай. Смоленск. Изд-во СГУ. 1997. 296 с. (соавторы — Г. Н. Анненская, В. К. Жучкова, В. Р. Калинина, В. А. Низовцев, М. А. Хрусталёва, Ю. Н. Цесельчук).
- Типологический и индивидуальный подходы к исследованию структуры, динамики и эволюции ландшафтов. Сб. «Структура, функционирование, эволюция природных и антропогенных ландшафтов» Тезисы Х ландшафт. конференции, 16-19 сентября 1997. М.-СПб. 1997. С. 21-22.
- Системный подход в ландшафтоведении. Сб. «Структура, функционирование, эволюция природных и антропогенных ландшафтов» Тезисы Х ландшафт. конференции, 16-19 сентября 1997. М.-СПб. 1997. С. 27-28.
- О расчёте стоимости ландшафтной съёмки. География и природные ресурсы. 1997. № 4. С. 234—237.
- Генетико-динамическая классификация природных территориальных комплексов. Сб. «Классификация геосистем». Мат. к междунар. науч. конференции. Иркутск, 14-16 октября 1997. С. 56-57.
- Солнцев-Эльбе Николай Адольфович. Энциклопедия «Москва». М. Энциклопедия. 1998.
- Системный подход в ландшафтоведении: приобретения и потери. Вестник Моск. ун-та. Серия географ. 1999. № 1. С.12-16.
- Теоретические итоги изучения ландшафтов центра Русской равнины (морфологический аспект). Известия РГО. 1999. Т. 131. В. 2. С. 14-22.
- Ландшафтная школа Московского университета. Сб. «Ландшафтная школа Московского университета: традиции, достижения, перспективы». М. Изд-во «Русаки». 1999. С. 4-16.
- Теоретические итоги изучения ландшафтов центра Русской равнины (динамический аспект). Известия РГО. 1999. В. 6. С. 19-25.
- Искажённая картина эволюции ландшафтных идей. Вестник Моск. ун-та. Серия географ. 2000. № 2. с. 71-72 (соавтор — Э. М. Раковская).
- Теоретические итоги изучения ландшафтов центра Русской равнины (классификационный аспект). География и природные ресурсы. 2000. № 3. С. 21-25.
- О вкладе состояний природных территориальных комплексов в их развитие. Известия РГО. 2001. Т. 133. В. 4. С. 6-15.
- Николай Адольфович Солнцев (к 100-летию со дня рождения). Известия РГО. 2002. Т. 134. В. 3. С. 1-6.
- К методологии решения экологических проблем. «Актуальные проблемы геоэкологии». Ч. 1. Тверь. 2002. С. 55-57. (Мат. междунар. научн. конф.).
- Спорные вопросы изучения развития ландшафтов. Известия РГО. 2003. Т. 135. В. 5. С. 41-50.
- Ландшафтный стационар в Мещёре. География и природные ресурсы. 2003. № 2. С. 63-66.
- Ландшафтное картографирование в России: состояния и перспективы. Использование и охрана природных ресурсов. 2004. № 2. С. 139—146.
- Границы природных территориальных комплексов. Известия РГО. 2004. Т. 136. В. 3. С. 37-49 (соавтор — С. Б. Роганов).
- Гавриил Петрович Миллер. Ландшафтознавство: традиции та тенденцii (мат. міжнародноi науковоi конференцii). Львов: Львов. Нац. университет. 2004. С. 12-15.
- Landscape science: coming into being, development, modern state and prospects. Ландшафтознатство: традицii та тенденцii (мат. междунар. наук. конференцii). Львів. Львівск. Нац. университет. 2004. С. 15-18.
- Типы структур равнинных ландшафтов. География, общество, окружающая среда, т. 2. Функционирование и современное состояние ландшафтов. М. Изд. Дом «Городец». 2004. С. 71-84.
- Общие положения динамики и функционирования ландшафта. География, общество, окружающая среда, т. 2. Функционирование и современное состояние ландшафтов. М. Изд. Дом «Городец». 2004. С. 101—112 (соавторы — И. А. Авессаломова, К. Н. Дьяконов, А. Н. Иванов, А. И. Беляков).
- Динамика равнинных ландшафтов. География, общество, окружающая среда, т. 2. Функционирование и современное состояние ландшафтов. М. Изд. Дом «Городец». 2004. С. 145—154.
- Современные ландшафты (карта масштаба 1: 1350000). Московская область. История. Культура. Экономика (Атлас). М. Дизайн. 2004. С. 64-65 (соавторы — Н. А. Марченко, В. А. Низовцев, Г. Н. Анненская, В. К. Жучкова, М. А. Хрусталёва, Ю. Н. Цесельчук).
- Современное состояние ландшафтов (карта масштаба 1:1350000). Московская область. История. Культура. Экономика (Атлас). М. Дизайн. 2004. С. 402—403. (соавторы — Н. А. Марченко, В. А. Низовцев, Г. Н. Анненская, В. К. Жучкова, М. А. Хрусталёва, Ю. Н. Цесельчук).
- Ландшафтознатство: становления, розвиток, сучасний стан, перспективи. Краезнавство. Географія. Туризм. 2004. № 39 (380). С. 8-11.
- Ландшафтознатство: становления, розвиток, та перспективи. Складна тема «Ландшафт». 8 класс. Киів. Редакцii загальнопедагогічних газет. 2005. С. 5-14.
- Динамика и функционирование ландшафтов. Учебное пособие. М. Изд-во Моск. ун-та. 2005. 138 с.
- Динамика ландшафтов юго-восточной Мещёры. Депонировано ВИНИТИ. № 860-В-2005. 20. 06. 2005. 268 с.
- Физическая география: структура, объекты и принципы исследования. Известия РГО. 2005. В. 3. С. 28-35.
- Главные направления ландшафтного поиска. Труды ХП съезда РГО, т. 2. «Геопространственные системы: структура, динамика, взаимосвязи (Доклады ХП съезда РГО. Кронштадт. 2005)». СПб. Изд. РГО. 2005. С. 22-27.
- Ландшафты Окского заповедника. Сб. «Роль заповедников лесной зоны в сохранении и изучении биологического разнообразия европейской части России» Мат. научн.-техн. конференции, посвящённой 70-летию Окского гос. природн. биосферн. заповедника. Труды Окского гос. природн. биосферн. заповедника. Рязань. 2005. С. 29-52 (соавтор — Г. Н. Анненская)
- Проблемы ландшафтной методологии. Ландшафтоведение: теория, методы, региональные исследования, практика. Мат Х1 междунар. ландшафтн. конференции. М., 22-26 августа 2006. М. Изд. Географ. ф-та Моск ун-та. 2006. С. 17-21.
- Методы оценки хода развития природных территориальных комплексов. Ландшафтоведение: теория, методы, региональные исследования, практика. Мат Х1 междунар. ландшафтн. конференции. М., 22-26 августа 2006. М. Изд. Географ. ф-та Моск ун-та. 2006. С. 282—285.
- Проблемы и итоги изучения сезонных состояний природных территориальных комплексов. Ландшафтоведение: теория, методы, региональные исследования, практика. Мат Х1 междунар. ландшафтн. конференции. М., 22-26 августа 2006. М. Изд. Географ. ф-та Моск ун-та. 2006. С. 339—341 (соавтор — В. М. Пилипчук).
- Оценка хода развития природных территориальных комплексов. География и природные ресурсы. 2007. № 2. С. 134—139.
- О вкладе зимних состояний природных территориальных комплексов в их развитие. Известия РГО. 2007. Т. 139. В. 4. С.18-29.
- Ландшафтная карта центра Русской равнины (масштаб 1:2000000). Национальный атлас России, т. 2. М. Экология. 2007. С. 404—405.
- Landscape Science in Russia in the Early 21 Century: State and Methodological Problems. Landscape Analysis for Sustainable Development: Theory and Applications of Landscape Science in Russia. Moscow. 2007. C. 11-28.
- Отечественное ландшафтоведение: история, современное состояние, направление поиска. Вестник Моск. ун-та. Серия географ. 2008. № 1. С. 3-11.
- О вкладе весенних состояний природных территориальных комплексов в их развитие. Известия РГО. 2008. Т. 140. В 4. С. 9-20.
- Итоги и проблемы изучения динамики ландшафтов. Сб. « Современные проблемы ландшафтоведения и геоэкологии». Мат. 1У междунар. науч. конфер. (14-17 октября 2008, Минск). Минск. 2008. С. 29-33.
- Вклад состояний ландшафтов в их развитие. Сб. « Современные проблемы ландшафтоведения и геоэкологии». Мат. 1У междунар. науч. конфер. (14-17 октября 2008, Минск). Минск. 2008. С. 167—170.
- Ландшафтно-географическая школа. История развития. Географические научные школы Московского университета. М. Городец. 2008. С. 324-34 (соавтор — К. Н. Дьяконов).
- 1У международная научная конференция «Современные проблемы ландшафтоведения и геоэкологии», посвящённая 100-летию со дня рождения профессора В. А. Дементьева (1908—1974). Минск, 14-17 октября 2008 г. Известия РГО. 2009. Т. 141. В. 3. С. 85-87.
- Закономерности развития природных территориальных комплексов в летние сезоны (на примере юго-восточной Мещёры). Известия РГО. 2010. Т. 142. В. 1. С. 21-31.
- Пространственные закономерности временных свойств природных территориальных комплексов. Вестник Моск. ун-та. Серия географ. 2010. № 4. С. 12-17 (соавтор — И. В. Мироненко).
- Воздействие длительной жаркой и экстремально сухой погоды на ландшафты Мещёры. Сб. «Биосфера — почвы — человечество: устойчивость и развитие». Мат. Всеросс. науч. конфер., посвящённой 80-летию профессора А. Н. Тюрюканова. М. Фонд «Инфосфера». 2011. С. 232—241 (соавторы — И. В. Мироненко, А. И. Глухов, В. М. Матасов, С. Б. Роганов, А. В. Федин).

К 14 ноября 2012 г. опубликовано 116 работ. Из них: монографий — 9 (5 — в соавторстве, 2 — депонировано); брошюр — 2; научных статей — 77 (из них в журналах из списка ВАК — 39); тезисов — 16; карт в атласах — 4; рецензий — 5; хроник — 2. Работ, написанных в соавторстве — 37. Являюсь редактором двух монографий и шести сборников статей.